# Agnes Kittelsen

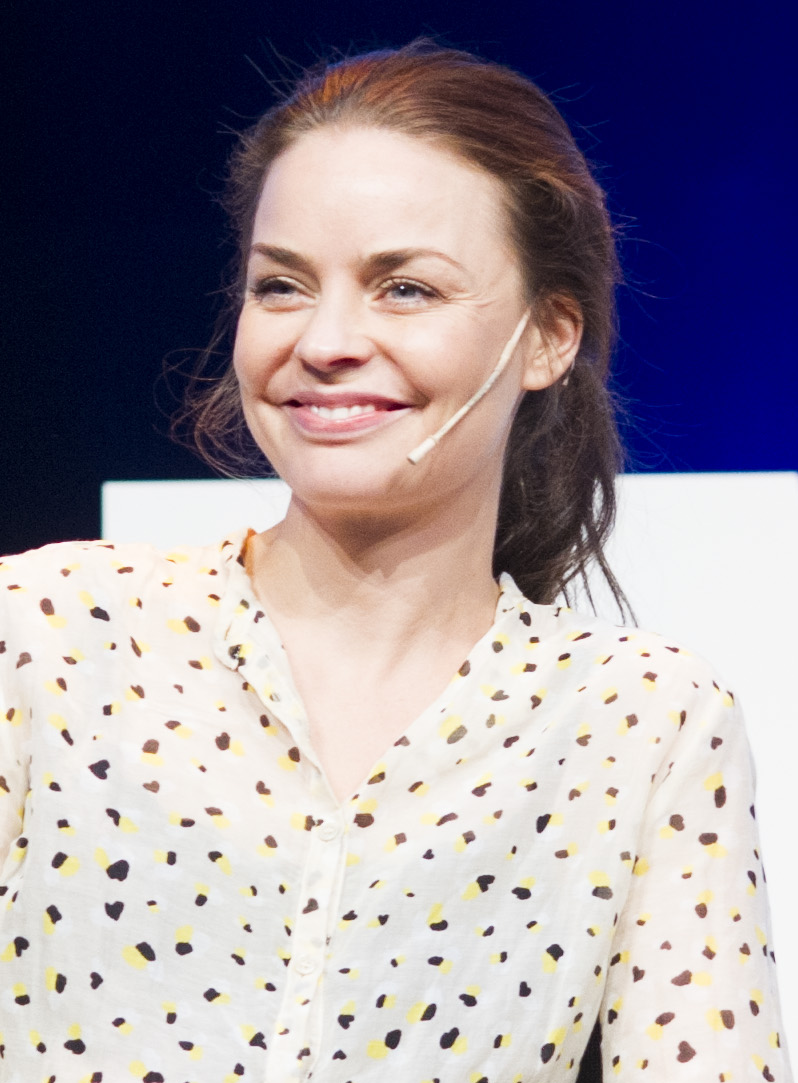
Agnes Kittelsen, 2015

Agnes Elisabet Kittelsen (* 20. Mai 1980 in Kristiansand) ist eine norwegische Schauspielerin.

## Karriere
Kittelsens Karriere begann 2002 als Studentin der norwegischen Teaterhøgskolen als Amateurschauspielerin in einer modernen Version des Stückes Aladin. 2004 folgte ihre erste Rolle in der Fernsehserie Skolen und einer Nebenrolle in der Serie Brødrene Dal og mysteriet om Karl XIIs gamasjer. 2005 spielte sie die Hauptrolle der Alice in dem Theaterstück Alice i Eventyrland (Alice im Wunderland) am Bergener Theater Den Nationale Scene. 2008 hatte sie eine Hauptrolle in dem norwegischen Spielfilm Max Manus als Ida Nikoline Lie Lindebrække, der späteren Frau des Widerstandskämpfers Max Manus. In dem Film Kon-Tiki (2012) spielte sie Liv Heyerdahl, die Frau des Abenteurers Thor Heyerdahl.
Neben Fernseh- und Theateraufführungen tritt Kittelsen auch auf verschiedenen Freiluftbühnen in Norwegen wie in dem Wikinger-Musical Kongens Ring in Herøy und den Fridtjovspelet in Vangsnes auf.

## Auszeichnungen
- 2009: Amanda: Kategorie „Beste Nebendarstellerin“ für Max Manus
- 2021: Nominierung, Gullruten (Kategorie: „Bester Schauspieler“ für Exit)[1]

## Filmografie (Auswahl)
- 2004–2005: Skolen (Fernsehserie, 17 Episoden)
- 2005: Brødrene Dal og mysteriet med Karl XIIs gamasjer (TV-Miniserie, 8 Episoden)
- 2008: Max Manus
- 2010: Happy Happy
- 2010–2015: Dag (Fernsehserie, 39 Episoden)
- 2012: Kon-Tiki
- 2012: Die Legende vom Weihnachtsstern (Reisen til julestjernen)
- 2013: Der Halbbruder (Halvbroren, TV-Miniserie, 8 Episoden)
- 2015: Staying Alive
- 2015: Prästen i paradiset
- 2016: Pyromaniac – Bevor ich verbrenne (Pyromanen)
- 2018: Eine Affäre – Verbotene Liebe (En affære)
- 2019: Die Hüterin der Wahrheit 2: Dina und die schwarze Magie (Skammerens datter 2)
- 2019: Hjelperytteren
- 2019: Mellem os (Fernsehserie, 8 Episoden)
- 2019–2023: Exit (Fernsehserie)
- 2019–2022: Beforeigners – Mörderische Zeiten (Beforeigners, Fernsehserie, 8 Episoden)
- seit 2021: Pørni (Fernsehserie)
- 2022: Full dekning
- 2022: The Playlist (Fernsehserie, Episode 1x06 The Artist)